# Arcidiocesi di Pointe-Noire

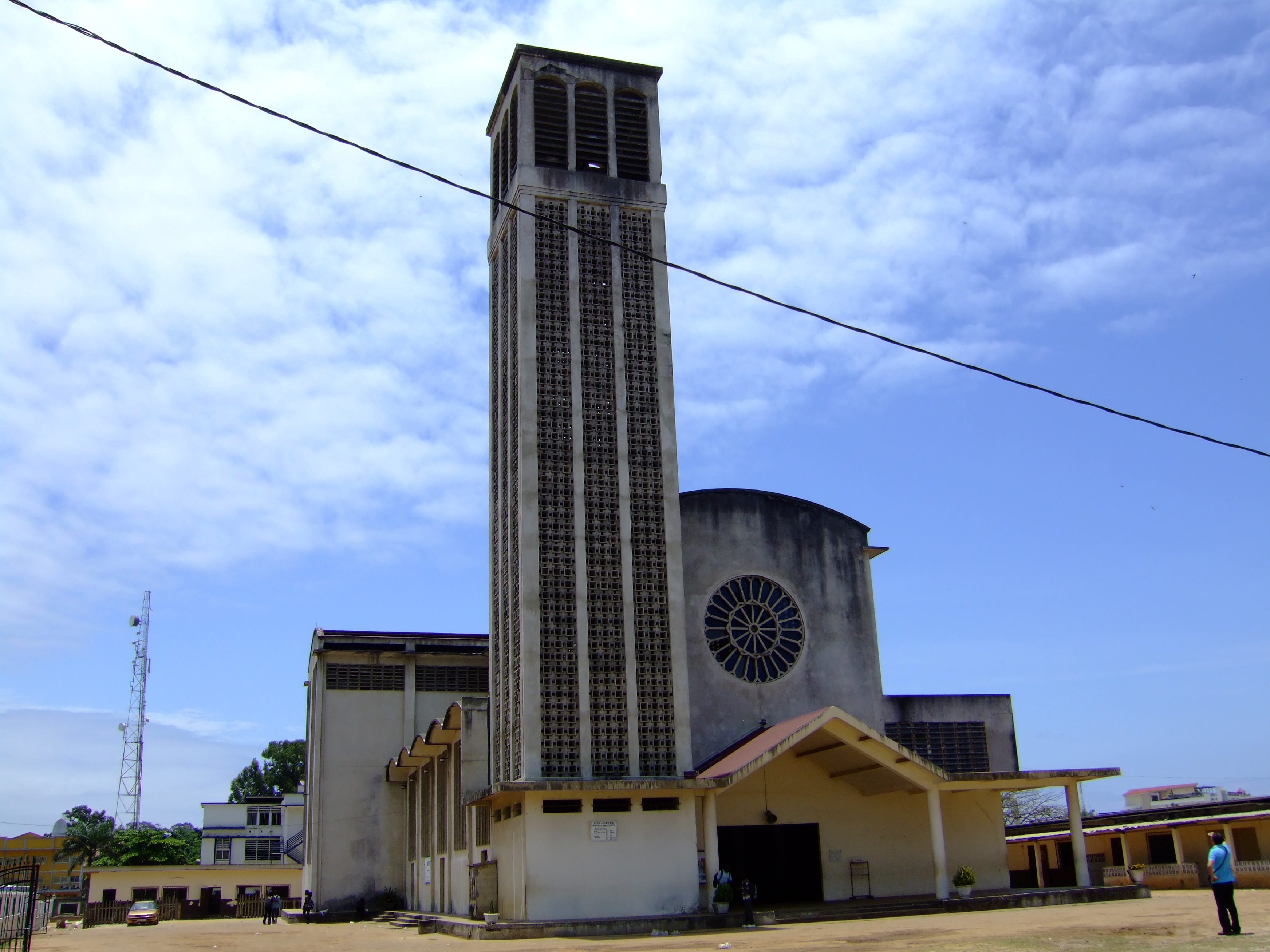
La chiesa di Nostra Signora dell'Assunzione a Pointe-Noire.

L'arcidiocesi di Pointe-Noire (in latino Archidioecesis Nigrirostrensis) è una sede metropolitana della Chiesa cattolica nella Repubblica del Congo. Nel 2021 contava 1.007.440 battezzati su 1.704.530 abitanti. È retta dall'arcivescovo Abel Liluala.

## Territorio
L'arcidiocesi comprende la città-distretto di Pointe-Noire e la regione di Kouilou nella repubblica del Congo.
Sede arcivescovile è la città di Pointe-Noire, dove si trova la cattedrale di San Pietro Apostolo.
Il territorio si estende su 14.644 km² ed è suddiviso in 36 parrocchie.

### Provincia ecclesiastica
La provincia ecclesiastica di Pointe-Noire, eretta nel 2020, comprende due suffraganee:
- la diocesi di Nkayi, eretta il 5 dicembre 1983;
- la diocesi di Dolisie, eretta il 24 maggio 2013.

## Storia
Il vicariato apostolico del Congo francese fu eretto il 4 giugno 1886 con il breve In hac beatissimi Petri di papa Leone XIII, ricavandone il territorio dal vicariato apostolico delle Due Guinee (oggi arcidiocesi di Libreville) e dalla prefettura apostolica del Congo inferiore. Aveva sede nella città di Loango, nell'odierno distretto di Pointe-Noire. Il nuovo vicariato apostolico fu affidato ai missionari della Congregazione dello Spirito Santo, che già operavano sul territorio dal 1865.
Il 14 ottobre 1890, in forza del breve Ob nimiam dello stesso Leone XIII, il vicariato apostolico del Congo francese fu diviso in due distinti vicariati: il vicariato apostolico del Congo francese superiore, con sede a Brazzaville, da cui ha avuto origine l'odierna arcidiocesi di Brazzaville; e il vicariato apostolico del Congo francese inferiore, con sede a Loango.
Il 22 aprile 1907 il vicariato apostolico del Congo francese inferiore assunse il nome di vicariato apostolico di Loango; cambiò nuovamente nome il 20 gennaio 1949 per diventare vicariato apostolico di Pointe-Noire, in seguito al trasferimento della sede del vicario apostolico da Loango a Pointe-Noire.
Il 14 settembre 1955 il vicariato apostolico fu elevato a diocesi con la bolla Dum tantis di papa Pio XII.
Il 5 dicembre 1983 cedette una porzione del suo territorio a vantaggio dell'erezione della diocesi di Nkayi.
Il 31 marzo 2011 papa Benedetto XVI sollevò dalla cura pastorale della diocesi il vescovo Jean-Claude Makaya Loembe, a causa di problemi nella gestione economica della diocesi e di contrasti con il clero diocesano.
Il 30 maggio 2020 è stata elevata al rango di arcidiocesi metropolitana da papa Francesco con la bolla Cum qui novit.

## Cronotassi dei vescovi
Si omettono i periodi di sede vacante non superiori ai 2 anni o non storicamente accertati.
- Antoine-Marie-Hippolyte Carrie, C.S.Sp. † (8 giugno 1886 - novembre 1903 dimesso)
  - Sede vacante (1903-1907)
- Louis-Jean-Joseph Derouet, C.S.Sp. † (2 gennaio 1907 - 4 marzo 1914 deceduto)
- Léon-Charles-Joseph Girod, C.S.Sp. † (13 gennaio 1915 - 13 dicembre 1919 deceduto)
  - Sede vacante (1919-1922)
- Henri Friteau, C.S.Sp. † (22 marzo 1922 - 4 aprile 1946 dimesso)
- Jean-Baptiste Fauret, C.S.Sp. † (13 febbraio 1947 - 5 giugno 1975 dimesso)
- Godefroy-Emile Mpwati † (5 giugno 1975 - 1º settembre 1988 dimesso)
- Georges-Firmin Singha † (1º settembre 1988 - 18 agosto 1993 deceduto)
- Jean-Claude Makaya Loembe (19 dicembre 1994 - 31 marzo 2011 sollevato)
- Miguel Ángel Olaverri Arroniz, S.D.B. (22 febbraio 2013 - 6 gennaio 2024 ritirato)
- Abel Liluala, dal 6 gennaio 2024

## Statistiche
L'arcidiocesi nel 2021 su una popolazione di 1.704.530 persone contava 1.007.440 battezzati, corrispondenti al 59,1% del totale.
| anno | popolazione | popolazione | popolazione | presbiteri | presbiteri | presbiteri | presbiteri                | diaconi | religiosi | religiosi | parrocchie |
| anno | battezzati  | totale      | %           | numero     | secolari   | regolari   | battezzati per presbitero | diaconi | uomini    | donne     | parrocchie |
| ---- | ----------- | ----------- | ----------- | ---------- | ---------- | ---------- | ------------------------- | ------- | --------- | --------- | ---------- |
| 1950 | 3.598       | 70.274      | 5,1         | 42         | 8          | 34         | 85                        |         | 40        | 14        |            |
| 1970 | 150.923     | 456.407     | 33,1        | 64         | 8          | 56         | 2.358                     |         | 72        | 50        |            |
| 1978 | 200.000     | 590.000     | 33,9        | 30         | 7          | 23         | 6.666                     |         | 26        | 45        | 20         |
| 1990 | 190.000     | 400.000     | 47,5        | 18         | 7          | 11         | 10.555                    |         | 13        | 21        | 13         |
| 1997 | 373.658     | 700.000     | 53,4        | 44         | 33         | 11         | 8.492                     |         | 30        | 24        | 34         |
| 2000 | 389.000     | 728.000     | 53,4        | 40         | 24         | 16         | 9.725                     |         | 24        | 27        | 55         |
| 2001 | 641.000     | 1.200.000   | 53,4        | 50         | 39         | 11         | 12.820                    |         | 14        | 38        | 45         |
| 2002 | 400.000     | 800.000     | 50,0        | 51         | 38         | 13         | 7.843                     |         | 15        | 45        | 43         |
| 2003 | 900.000     | 1.800.000   | 50,0        | 42         | 30         | 12         | 21.428                    |         | 13        | 40        | 34         |
| 2004 | 1.000.000   | 2.000.000   | 50,0        | 43         | 31         | 12         | 23.255                    |         | 16        | 45        | 35         |
| 2013 | 1.500.000   | 2.535.000   | 59,2        | 76         | 64         | 12         | 19.736                    |         | 32        | 42        | 30         |
| 2016 | 887.000     | 1.500.000   | 59,1        | 83         | 63         | 20         | 10.686                    |         | 52        | 48        | 33         |
| 2019 | 958.900     | 1.622.400   | 59,1        | 88         | 59         | 29         | 10.896                    |         | 29        | 59        | 35         |
| 2020 | 983.830     | 1.664.580   | 59,1        | 95         | 66         | 29         | 10.356                    |         | 31        | 63        | 36         |
| 2021 | 1.007.440   | 1.704.530   | 59,1        | 94         | 71         | 23         | 10.717                    |         | 27        | 70        | 36         |